# علی شیلاتی فرد
علی شیلاتی فرد (انگلیسی: Ali Shilatifard) بیوشیمیدان ایرانی ساکن ایالات متحده آمریکا است.